# 恵有一
恵 有一（めぐみ ゆういち、1967年5月11日 - ）は、日本の俳優。京都府出身。宝井プロジェクト所属。

## 人物
身長174cm。体重76kg。左利き。
特技は京都弁、ヴォーカル、スキー、テニス。
師は俳優の若山富三郎。

## 出演作品

### テレビドラマ

#### NHK
- NHK正月時代劇
  - 上杉鷹山-二百年前の行政改革-（1998年）
  - 隠密秘帖（2011年）
- ドラマDモード / 喪服のランデヴー（2000年） - 宝良署刑事
- 繋がれた明日（2006年）
- 大河ドラマ
  - 天地人（2009年） - 家臣
  - いだてん〜東京オリムピック噺〜（2019年）

#### 日本テレビ
- ボーダー 犯罪心理捜査ファイル（1999年） - 刑事
- 火曜サスペンス劇場 / 緊急救命病院 第1作（2003年） - みちるの父
- 仔犬のワルツ（2004年） - 医局員
- 真実の手記 BC級戦犯 加藤哲太郎「私は貝になりたい」（2007年） - 警官
- 土曜ドラマ / 華麗なるスパイ（2009年） - 深川安楽亭の客
- 日曜ドラマ / フランケンシュタインの恋（2017年）

#### TBS
- 月曜ドラマスペシャル→月曜ミステリー劇場→月曜ゴールデン
  - 正しく裁いて下さい・一人娘を返せ! 法廷に挑む父親の悲痛な叫び…（1990年） - 書記
  - 陰の季節 第7作（2004年） - ホテル事務員
  - ヤメ刑探偵 加賀美塔子 第3作（2015年） - ラブホテルの男
- 仮面の女（1998年） - タクシー運転手
- ウルトラマンネクサス（2004年） - 警備員
- 日曜劇場
  - Mの悲劇（2005年）
  - ノーサイド・ゲーム（2019年）
- 金曜ドラマ / クロコーチ（2013年）
- 火曜ドラマ / プロミス・シンデレラ（2021年） - 近所の住人

#### フジテレビ
- 木曜劇場
  - こんな恋のはなし（1997年）
  - BOSS（2011年）
- 女同士（2000年） - バーテン
- 古畑任三郎ファイナル（2006年） - タクシー運転手
- 土曜プレミアム / シバトラ〜さらば、童顔刑事スペシャル〜（2010年）
- 白衣のなみだ「余命」（2013年） - 患者
- HEAT（2015年）
- BRIDGE はじまりは1995.1.17神戸（2019年）
- 磯野家の人々〜20年後のサザエさん〜（2019年） - 商店街の人々

#### テレビ朝日
- 若さま侍捕物帖 陰謀渦巻く江戸城大奥の秘密（1991年）
- 暴れん坊将軍
  - （1991年） - 豆売りの男
  - （1993年）
- はぐれ刑事純情派（1994年）
- はみだし刑事情熱系
  - PART1（1996年） - 被害者
  - PART4
    - （1999年）
    - （2000年）
- テツワン探偵ロボタック（1998年） - 警官
- 木曜ドラマ
  - ニュースキャスター 霞涼子（1999年） - 刑事
  - 動物のお医者さん（2003年） - 運転手
  - 同窓会〜ラブ・アゲイン症候群（2010年）
  - 七人の秘書（2020年） - 人違いの男
- 金曜ナイトドラマ / ミステリー民俗学者 八雲樹（2004年）
- 相棒
  - （2005年） - 刑事
  - （2010年） - 警官
  - （2018年） - 詐欺被害者
- 土曜ワイド劇場
  - おとり捜査官・北見志穂 第12作（2007年） - 刑事
  - 西村京太郎トラベルミステリー 第60作（2013年） - 居酒屋店主
- 日曜ナイトドラマ / 俺の空（2011年） - 尾崎の秘書
- 刑事7人（2017年） - タクシー運転手

#### テレビ東京
- ラスト・ラン（1991年） - ガードマン
- 女と愛とミステリー→水曜ミステリー9
  - 警視庁・樋口警部補 第1作（2003年） - SP
- ウルトラQ dark fantasy（2004年） - 客

#### 毎日放送
- 悲しみを勇気にかえて（2005年）
- ドラマ特区 / ピーナッツバターサンドウィッチ（2020年）

#### NHK BSプレミアム
- 死者からの手紙（2001年） - ホテルマン
- プレミアムドラマ / 奇跡の人（2016年）

#### WOWOW
- 連続ドラマW
  - 都市伝説セピア（2009年）
  - 沈まぬ太陽（2016年） - 遺族
  - 犯罪症候群 Season2（2017年） - 警察官

### テレビ番組
- 加トちゃんケンちゃんごきげんテレビ - ハチの兵隊
- 新藤兼人が語る日本の昭和史

### 映画
- 首領になった男（1991年）
- 濹東綺譚（1992年）
- おこげ（1992年）
- 輪廻（2006年） - 映画スタッフ
- デスノート the Last name（2006年） - さくらTVスタッフ
- 舞妓Haaaan!!!（2007年） - 社員
- 映画 ひみつのアッコちゃん（2012年）